# Альфонсо I Католик
Альфонсо I Католик (исп. Alfonso I el Católico; ок. 693 — 757) — король Астурии с 739 года из династии Пересов.

## Биография

### Происхождение
Согласно двум источникам (Rotense et ad Sebastianum) из «Хроники Альфонсо III», Альфонсо, сын герцога Кантабрии Педро, юные годы провёл в городе Кангас-де-Онис при дворе Пелайо, который выдал за него свою дочь Эрмезинду.
В качестве сына герцога Кантабрийского Альфонсо имел много владений в этом герцогстве, а после смерти отца (730 год) стал законным наследником и всей Кантабрии. Что касается Астурии, то ни Пелайо, ни, тем более, его сын Фавила никогда не провозглашались «королями» (Rey) Астурии, но только «принцепсами». Альфонсо I был первым правителем Астурии, который объявил себя именно королём. Были ли у него на это права, остаётся спорным вопросом. В документе, датированном 760 годом, епископ Луго Одоарио Африканец писал, что у Альфонсо были королевские корни по линии «Regis Recaredi и Ermenegildi» (Рекарреда I и Герменегильда).
До XIX века считалось неоспоримым, что отец Альфонсо, Педро, был потомком вестготского короля Эрвига, хотя никаких документальных свидетельств этого не существует. Crónica albeldense просто указывает, что Педро был exregni prosapiem, то есть «королевского рода». Отец жены Альфонсо, Пелайо, по одной из версий, был сыном (или внуком) вестготского короля Хиндасвинта. Тем не менее, по мнению некоторых историков, мотивация официальной «генеалогии» Альфонсо носила, скорее, политический характер: астурийские правители действительно были очень древнего рода, но для обоснования своих королевских амбиций им требовались аргументы, которые бы подтверждали их происхождение от вестготских монархов, некогда правивших из Толедо обширной Вестготской монархией. Альфонсо, стремясь укрепить престиж своей династии, возможно, чувствовал необходимость отстаивать свои «королевские» права и поощрял попытки создания своей королевской родословной, пусть и, в какой-то части, воображаемой.

### Правление
После гибели короля Фавилы (739 год) королём стал муж его сестры — Альфонсо I, герцог Кантабрии, несмотря на то, что, согласно хроникам, у Фавилы были дети.
В своей столице Кангас-де-Онис Альфонсо старался восстановить порядки и обычаи столицы готов Толедо. Королевство Астурия в это время занимало территорию между реками Эо и Унсин. Альфонсо не устраивали размеры его владений, и он стремился их расширить.

Астурия в 750 году

В 738 году между арабами, под властью которых находилась большая часть Пиренейского полуострова, и берберами началась междоусобица. В 739 берберы осадили Кордову. Война длилась до 742 года. Кроме того, вследствие засухи территория между Кантабрией и рекой Дуэро опустела. Всем этим умело воспользовался Альфонсо, чтобы расширить границы королевства. Он совместно с братом Фруэлой совершил ряд набегов на арабские территории в Галисии, Кантабрии и Леоне. «Хроника Альфонсо III» приводит города, на которые совершил набеги Альфонсо. В результате ему удалось захватить Брагу, Порту, Визеу, Асторгу, Леон, Самору, Саламанку, Симанкас, Авилу; многие города он разграбил. Хотя ему не удалось прочно овладеть завоёванной территорией, но арабы были вынуждены установить новую границу по реке Дуэро.
В итоге Астурия значительно увеличилась в размерах за счёт Галисии, Кантабрии, Алавы, Буребы и Ла-Риохи. Астурия теперь граничила с землями басков, а на юге была создана так называемая Tierra de Campos («Земля полей») — пограничная территория для сдерживания атак арабов, на границе которой возводились крепости (бургосы). Для того, чтобы заселить опустевшие земли, Альфонсо уводил из разорённых им городов христиан и селил их на завоёванных территориях. Кроме того, он всячески способствовал восстановлению церквей и монастырей. Своей кипучей деятельностью, основанием городов и церквей, Альфонсо приобрел любовь народа и заслужил от духовенства прозвание «Король-католик».
Альфонсо I умер около 757 года. Ему наследовал старший сын Фруэла I Жестокий.

### Брак и дети
Жена: до 737 года — Эрмезинда, дочь короля Астурии Пелайо. Дети:
- Фруэла I Жестокий (около 740—768), король Астурии с 757 года
- Вимерано (убит около 767)
- Адосинда; муж: с 773 года — Сило (умер в 783), король Астурии с 773 года.

Также от мусульманки-рабыни Сисальды Альфонсо I имел одного сына:
- Маурегато (умер в 788), король Астурии с 783 года.